# Ручний лімфатичний дренаж
Пресотерапія — це метод схуднення, заснований на боротьбі з целюлітом. Процедура дає хороші результати завдяки точному впливу на проблемні зони за допомогою костюма. Обережний, м'який масаж поступово підтягує шкіру і позбавляє від складок. При цьому не призводить до мікротравм або пошкоджень шкіри.

## Суть процедури
Пресотерапія триває 40-45 хвилин. Людина лежить на спеціально підготовленій кушетці, одягнена у спеціальний костюм з окремих надувних сегментів, які впливають на найпроблемніші зони. Сегменти подають стиснене повітря, яке потім впливає на підшкірний жир. Завдяки своєму ритмічному чергуванню тиску і пауз, вони стимулюють посилення кровообігу і збільшують швидкість обміну речовин в організмі.

## Показання
- наявність целюліту;
- спазми в ногах;
- набряки;
- зайва вага;
- венозна недостатність хронічного типу;
- зниження еластичності шкіри;
- профілактика старіння шкіри;
- зниження імунітету;
- реабілітація після операцій;
- хронічна втома ніг;
- діабетична ангіопатія;
- подагра;
- безсоння;
- спайкові процеси черевної порожнини.

Рекомендований курс лікування становить 10-15 процедур з перервою в 2-3 дні між сеансами. У профілактичних цілях рекомендується повторювати курс лікування пресотерапією кожні  півроку.

## Протипоказання
- вагітність і період менструального циклу;
- цукровий діабет.;
- нещодавно перенесений тромбоз;
- ниркова недостатність;
- порушення цілісності шкірних покривів і гнійні висипання;
- наявність пухлин;
- незагоєні переломи.